# Naxalita felkelés
A naxalita felkelés egy jelenleg folyó konfliktus maoista csoportok, ismertebb nevén naxaliták és az indiai kormány között.
A felkelés egy parasztfelkeléssel kezdődött 1967-ben egy kelet-indiai Naxalbari faluban – melyet az Indiai Kommunista Párt (Marxista) is támogatott –, majd terjedt szét India keleti és középső részében, amit időnként vörös folyosóként említenek. 2006-ban Manmohan Szingh indiai miniszterelnök a nalaxitákat a legnagyobb belpolitikai kihívásnak nevezte, amivel az ország valaha szembenézett. 2009-ben Manmohan Szingh azt mondta: csatát vesztettek a maoista felkelőkkel szemben.
A naxaliták szerint támogatja őket a szegény vidék lakossága. Célpontjaik gyakran törzsi vezetők, rendőrségi és kormányzati alkalmazottak voltak; ez a harc szerintük a birtokjog fejlesztéséért folyik, több munkáért a mellőzött mezőgazdasági munkások és a szegények számára, és egy parasztfelkelés stratégiáját követik, hasonlóan a maoisták kormány elleni „népi háborújához”.